# ホセ・ガスパル・ロドリゲス・デ・フランシア
ホセ・ガスパル・ロドリゲス・デ・フランシア・イ・ベラスコ（José Gaspar Rodríguez de Francia y Velasco、1766年1月6日 - 1840年9月20日）は、パラグアイの政治家、初代元首。フランシア博士（Dr. Francia）とも。
パラグアイの独立運動を指導し、初代元首である執政官を務め、独裁政治を敷き、先進的な政策を推進した。パラグアイの1万グアラニー紙幣に肖像が使用されている。

## 生涯
アスンシオン近郊のヤグアロン 出身。ブラジルから渡ってきたポルトガル人を父に持ちまじめな性格に育つ。聖職者になるためにリオ・デ・ラ・プラタ副王領のコルドバのコルドバ大学に入学して神学（カトリック）の学位を取得し、この時に得た学位により、終生博士（Doctor）を名乗った。その後スペインからの独立運動に参加しパラグアイの指導者となる。
1811年にマヌエル・ベルグラーノ率いるブエノスアイレス軍がパラグアイ軍に破れ、5月15日にパラグアイが独立を宣言すると、パラグアイにおける数少ない高等教育修了者の一人として独立運動に参加し、その後指導者としての地位を固めた。1814年に任期3年の過度に権力が集中した執政官に就任し、1816年には終身執政官となった。
独裁化が進むフランシアに対して1820年に暗殺計画が発覚したが、この計画が未遂に終わった後、翌1821年に首謀者ら73人を処刑して権力基盤を固めた。終身執政官としてのフランシアは1824年に議会を解散させ、大臣も任命せず、裁判所もなしに26年間、3人の重臣を従えてパラグアイに君臨した。
晩年には暗殺を恐れながらも1840年に自然死した。盛大な国葬が行われたが、墓はまもなく何者かによって暴かれた。
フランシアは、パラグアイの権力を一手に集めて独裁を行う一方、当時としては最先端の概念である保護貿易を行い経済発展に力を注いだ。さらに、混血を奨励し国民のメスティーソ化を進めることで無理やり人種別の階級社会を破壊するなど、現在にまでつながるパラグアイの体制の先鞭をつけた。フランシアの事績はトーマス・カーライルの『英雄崇拝論』（1841年）にて言及されている。

## 政策

### 経済
彼はカウディーリョとしてルソーの『社会契約論』に基づく社会の構築を目指し、ナポレオンやロベスピエールのように振舞った。
一見ただの強権的独裁に見える政策により、フランシアはラテンアメリカにおける最初の近世（ポスト中世）的社会の構築を達成した。当時イギリスのみが行っていた保護貿易政策をとることによって、国内産業の発展に先鞭を着けた。フランシアは、パラグアイ国民に国内産の製品しか買うことが出来ないようにすることで、その後20世紀初頭にヘンリー・フォードが編み出した「労働者に彼らが作った製品を買うことが出来うる給料を与える」という考えを実践したのである。
一方で、この鎖国政策はイギリスの「世界の工場」たる地位への反逆とみなされた。イギリスはブラジルとアルゼンチンという新興工業国を支援し、パラグアイを圧迫した。
これによって、フランシアの死後、1864年に三国同盟戦争が勃発する。この戦争によりフランシアが作り上げた保護貿易と国内産業発展を進めるパラグアイはイギリス製品を買わされる「市場」に転落する。この結果、今日にいたるまでパラグアイの経済はフランシア時代に達した国際的水準を回復できないでいる。

### 教育・生活
フランシアは対立者の追放と高等教育の廃止を行い（一方で初等教育の充実は進められた）、新聞や郵便といったインフラストラクチャーの発展も阻害した。また、宗教裁判所を廃止し、代わりに秘密警察を創設した。こうした独裁的な政治は、アルゼンチン等のパラグアイの独立を認めない国々から国土を防衛する為の巨大な軍隊が必要だとフランシアが考えていた為であった。
こうしたスパルタ的な国家建設を志向したフランシアは、個人の過度の所有や祝祭といったものに反対であった。彼は蓄財を行わず、あまった給料を国庫に返還した。徹底的な鎖国政策を敷き、移民・貿易の禁止を行った。この政策により国債の増加を防ぐだけでなく、この新しい国家への干渉、特にヨーロッパの近代国家からの干渉から逃れる事に成功した。

### 宗教
フランシアはカトリック教会を統制する事にも成功し、1824年に修道院を閉鎖して1828年以後その財産を国有化した。自身がパラグアイ教会の長に就いたことでローマ教皇から破門されるに至った。公共農場を国有化した土地に設置し、これも成功した。
スペイン人ジェントリの力をそぐ為、スペイン人同士の結婚を禁止するという制限を掛け、パラグアイで出生した子供を持たずに死亡した者から財産を没収するとした。これにより、先住民（インディオ・グアラニー族等）との混血（メスティーソ化）を進めた。
また、結婚式は本人自らが執り行った。これはパラグアイ教会を統括するフランシア自身が祝福を一手に行うことで、聖職者がグルになった脱法結婚を防止する（当時のヨーロッパ社会では聖職者の立ち会わない結婚は無意味であった）意図があったと思われる。

## 脚註